# Makalu-Barun-Nationalpark
Der Makalu-Barun-Nationalpark liegt im Osten Nepals in den Distrikten Solukhumbu and Sankhuwasabha und wurde 1992 als östliche Erweiterung des Sagarmatha-Nationalparks unter dem Namen Makalu Barun National Park gegründet.
Er umfasst eine Fläche von 1500 km² und ist weltweit das einzige Naturschutzgebiet mit einem Höhenunterschied von mehr als 8000 m, das sowohl tropischen Wald als auch vereiste Gipfel umfasst.
Die nördliche Grenze des Nationalparks ist zugleich die Landesgrenze zum Autonomen Gebiet Tibet. An die südliche und südöstliche Grenze schließt sich die Pufferzone Makalu Barun Naturschutzgebiet (Makalu Barun Conservation Area) mit einer Fläche von 830 km² an.
Im Nationalpark liegen die Gipfel von Makalu, mit 8463 m der fünfthöchste Berg der Welt, Chamlang (7319 m), Baruntse (7129 m) und Mera (6654 m). Die Ausdehnung des geschützten Gebietes von West (27° 38′ 3″ N, 86° 46′ 48″ O) nach Ost (27° 46′ 46″ N, 87° 27′ O″) beläuft sich auf etwa 66 km, die von Nord (27° 57′ 25″ N, 87° 01′ 03″ O) nach Süd (27° 33′ 19″ N, 87° 06′ 55″ O) auf etwa 45 km. Der Höhenunterschied zwischen dem Gipfel des Makalu und dem Flusstal des Arun im Südosten (438 m über dem Meeresspiegel) beträgt etwa 8025 m.

## Geschichte
Die Gründung des Makalu-Barun-Nationalparks wurde schon 1991 amtlich bekannt gegeben. Bei seiner Gründung im Jahre 1992 war er der sechste Nationalpark in Nepal. Als im Jahr 1999 die Pufferzone deklariert wurde, war der Nationalpark der erste, der von einem bewohnten Naturschutzgebiet umgeben ist. Dort wohnen mehr als 32.000 Menschen unterschiedlicher Ethnien: Sherpa, Rai, Gurung, Tamang, Magar, Newar, Brahmin und Chhetri.

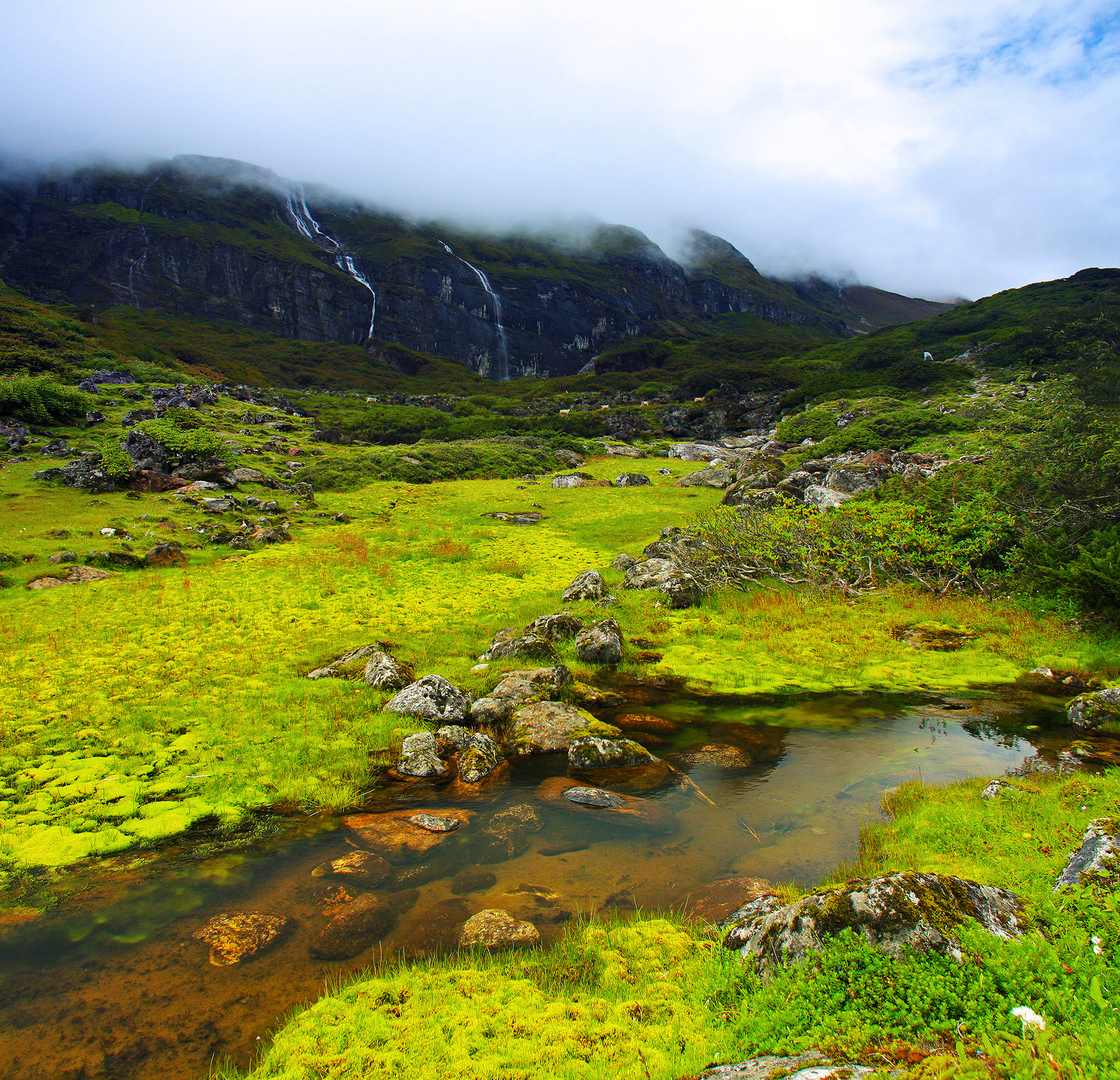
Im Tal des Barun

 Verwaltet wird das gesamte Gebiet von der Naturschutzbehörde Department of National Parks and Wildlife Conservation. Ein innovatives Naturschutz-Modell soll hier verwirklicht werden, nach dem sich die ansässigen Bewohner in Gemeinden und Dorfverbänden am Erhalt ihrer reichen kulturellen Tradition, der geschützten Wälder und der natürlichen Ressourcen beteiligen, auf die sie angewiesen sind.
Die unzugänglichen Täler des Barun, ein rechter Nebenfluss des Arun, und seines Nebenflusses Saldima liegen im unberührtesten Gebiet des Nationalparks, das daher zum Strikten Naturreservat (Strict Nature Reserve) ernannt wurde – das erste in Nepal. Hier werden natürliche Ökosysteme in einem unberührten Zustand für wissenschaftliche Studien und Erhaltung genetischer Ressourcen geschützt.

## Klima
Das Gebiet liegt in der östlichen Klimazone des Himalaya, wo der Monsunregen schon im Juni beginnt und erst im späten September nachlässt. In diesen Monaten fällt 70 % des jährlichen Niederschlags von bis zu 4000 mm. Die ersten Vorboten des Monsuns erreichen das Gebiet schon im April.
Die Temperaturen variieren wegen des enormen Höhenunterschiedes sehr stark. Die niedrigeren Höhenlagen sind den ganzen Winter hindurch gemäßigt; in den Monaten April und Mai wird es aber schon heiß und schwül.

## Vegetation
Der für den östlichen Himalaya typische vielfältige Waldbestand im Makalu-Barun-Nationalpark reicht von beinah tropischem Monsunwald mit Flügelfruchtgewächsen auf 400 m bis zu subalpinen Nadelbäumen auf 4000 m Höhe. Das Erscheinungsbild des Waldes wird höhenabhängig von unterschiedlichen Variablen bestimmt wie saisonbedingter Feuchtigkeitsvorrat, Temperatur und Schneedecke. Die Waldgebiete erstrecken sich über fünf bioklimatische Höhenzonen:

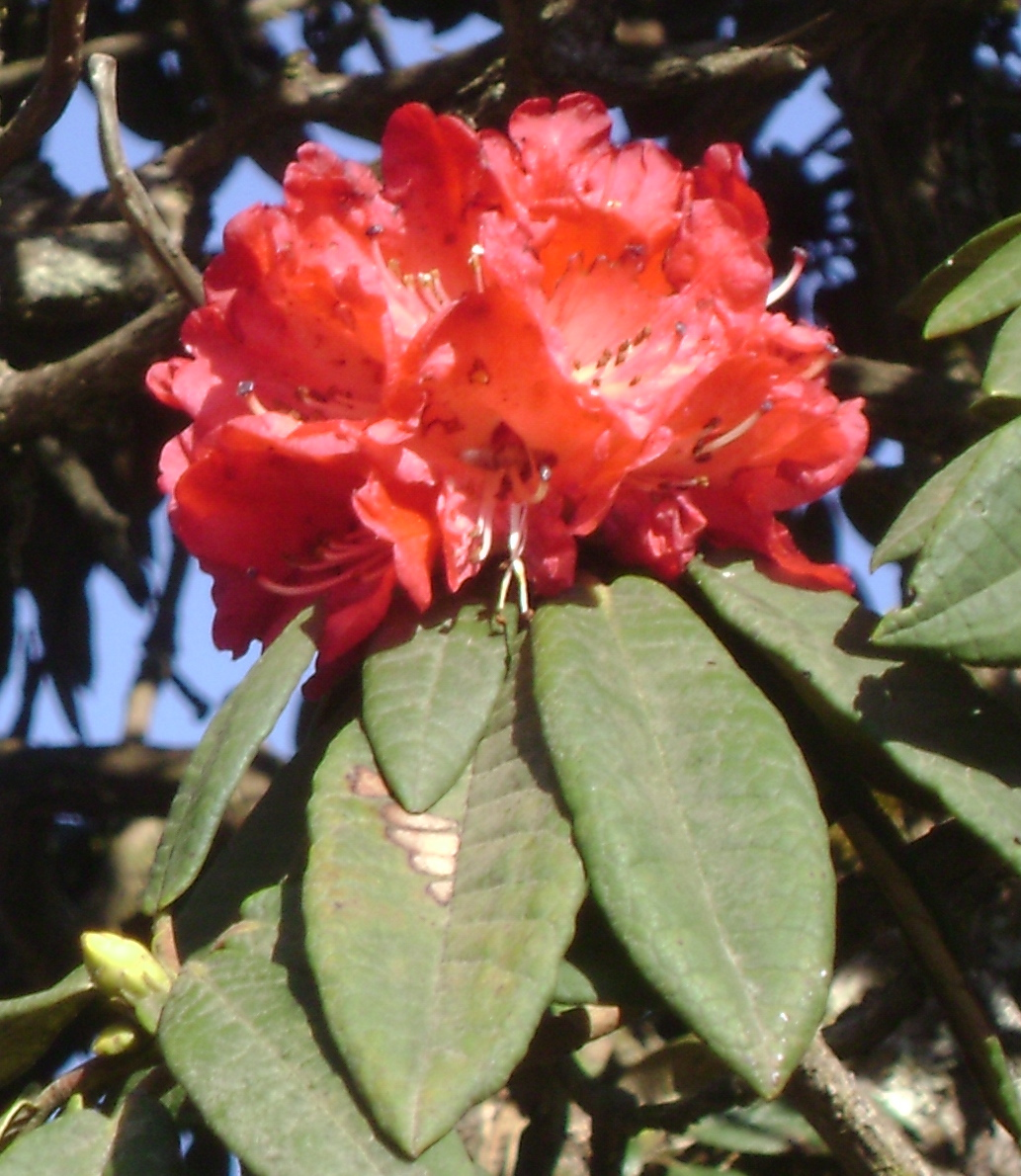
Rhododendron arboreum – Nationalpflanze Nepals

- tropische Zone: unterhalb von 1000 m mit Beständen von Sal;
- subtropische Zone: 1000–2000 m mit Beständen von Schima und Scheinkastanien;
- untere und obere gemäßigte Zone: 2000–3000 m mit überwiegend breitblättrigen, immergrünen Arten wie Eichen und Lorbeergewächsen, aber auch breitblättrigen Laubbäumen wie Ahornen und Magnolien;
- subalpine Zone: 3000–4000 m mit Beständen von Himalaya-Birken und Himalaya-Tannen.

Die Waldgebiete unterhalb 2000 m werden durch Subsistenz-Landwirtschaft stark belastet, sodass dort nur einige ökologisch bedeutende Bestände verbleiben. Oberhalb 2000 m sind die Waldflächen sehr ausgedehnt, denn das kühle, feuchte Klima lässt landwirtschaftliche Nutzung dort nicht zu. Die subalpinen Bestände entlang der äußeren südlichen Hänge zu den inneren Tälern bestehen fast ausschließlich aus Nadelbäumen, vorwiegend Wacholder und Tannen. Die alpine Zone über 4000 m ist mit Wacholder und Rhododendren bewachsen und besteht aus Weideland.
Mehr als 3100 Arten von blühenden Pflanzen sind nachgewiesen, darunter Rhododendron (25 Arten), Primeln (48 Arten), Orchideen (47 Arten), Bambus (19 Arten), Eichen (15 Arten), 86 Arten von Futterbäumen und 67 Arten von medizinisch wertvollen Pflanzen.

## Fauna

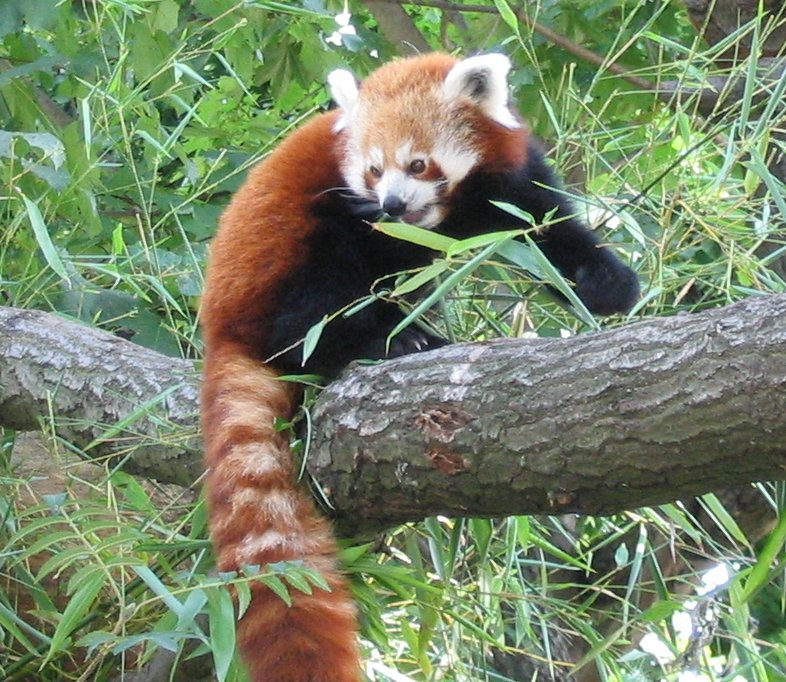
Kleiner Panda

Das Gebiet ist Lebensraum für eine große Artenvielfalt von Tieren. Ornithologen haben 440 Vogelarten identifiziert, von denen mindestens 16 ausgesprochen selten sind. Des Weiteren gibt es 315 Arten Schmetterlinge, 78 Arten Fische, 43 Arten Reptilien, 25 Säugetier-Arten und 16 Arten Amphibien.
Zu den im Nationalpark lebenden Säugetieren gehören Schneeleoparden, Indische Leoparden, Nebelparder, Kleine Pandas, Fleckenlinsang, Asiatische Schwarzbären, Schakale, Himalaya-Wölfe, Indische Languren, Assam-Makaken, Himalaya-Tahr, Muntjaks, Moschustiere, Himalaya-Serau, Wildschweine, Gleithörnchen, Murmeltiere und Otter. Im Mai 2009 gelang Zoologen mithilfe einer Kamerafalle erstmals eine Aufnahme einer Asiatischen Goldkatze auf über 2500 m Höhe.

## Tourismus
Die besten Reisezeiten sind von Oktober bis November und von März bis April, wenn die Pfade und Pässe schneefrei sind. Von Kathmandu aus gibt es in diesen Monaten tägliche Flüge nach Tumlingtar, von wo aus der Nationalpark zu Fuß erreichbar ist.